# Jeffersontown (Kentucky)
Jeffersontown es una ciudad ubicada en el condado de Jefferson en el estado estadounidense de Kentucky. En el Censo de 2010 tenía una población de 26595 habitantes y una densidad poblacional de 1.030,96 personas por km².

## Geografía
Jeffersontown se encuentra ubicada en las coordenadas 38°12′20″N 85°34′11″O / 38.20556, -85.56972. Según la Oficina del Censo de los Estados Unidos, Jeffersontown tiene una superficie total de 25,8 km², de la cual 25,71 km² corresponden a tierra firme y (0.35%) 0,09 km² es agua.

## Economía
Jeffersontown tiene la sede de Papa John's Pizza.

## Demografía
Según el censo de 2010, había 26595 personas residiendo en Jeffersontown. La densidad de población era de 1.030,96 hab./km². De los 26595 habitantes, Jeffersontown estaba compuesto por el 82,21% blancos, el 11,11% eran afroamericanos, el 0,21% eran amerindios, el 1,82% eran asiáticos, el 0,07% eran isleños del Pacífico, el 2,12% eran de otras razas y el 2,46% pertenecían a dos o más razas. Del total de la población el 4,99% eran hispanos o latinos de cualquier raza.